# Conte di Castelvetrano
Conte di Castelvetrano è un titolo feudale siciliano.

## Storia
Il titolo di conte di Castelvetrano venne creato dal re Carlo V per Giovanni Vincenzo Tagliavia, già nono barone di Castelvetrano. Il titolo è stato usato fino al 1564 quando venne sostituito da quello di Principe di Castelvetrano.

## Conti di Castelvetrano
1)	Giovanni Vincenzo Tagliavia
2)	Giovanni d’Aragona Tagliavia
3)	Carlo d'Aragona Tagliavia